# 예비군의 날
예비군의 날은 모든 대한민국 예비군이 참가하여 향토 방위의 임무를 새롭게 다짐하는 뜻에서 제정하였으며, 국방부가 주관한다. 1968년 1·21사태가 일어나자 그 해 4월 1일 대전공설운동장에서 향토예비군 창설식을 가진 뒤 1970년부터 매년 4월 첫째 금요일에 '향토예비군의 날' 기념식을 거행하게 되었다. 이날은 예비군의 노고를 치하하고 사기를 북돋아주기 위하여 모범예비군 및 부대에 정부포상을 실시한다. 2016년에 예비군의 날로 바뀌었다.

## 같이 보기
- 대한민국의 기념일